# ريان هاريسون (لاعب كرة قدم)
ريان هاريسون (بالإنجليزية: Ryan Harrison)‏ هو لاعب كرة قدم بريطاني، ولد في 13 أكتوبر 1991 في ليدز في المملكة المتحدة. لعب مع برادفورد سيتي.

## وصلات خارجية
- ريان هاريسون على موقع قاعدة بيانات كرة القدم.إي يو (الإنجليزية)
- ريان هاريسون على موقع Soccerbase.com (لاعب) (الإنجليزية)